# O5 (groupe de résistance)

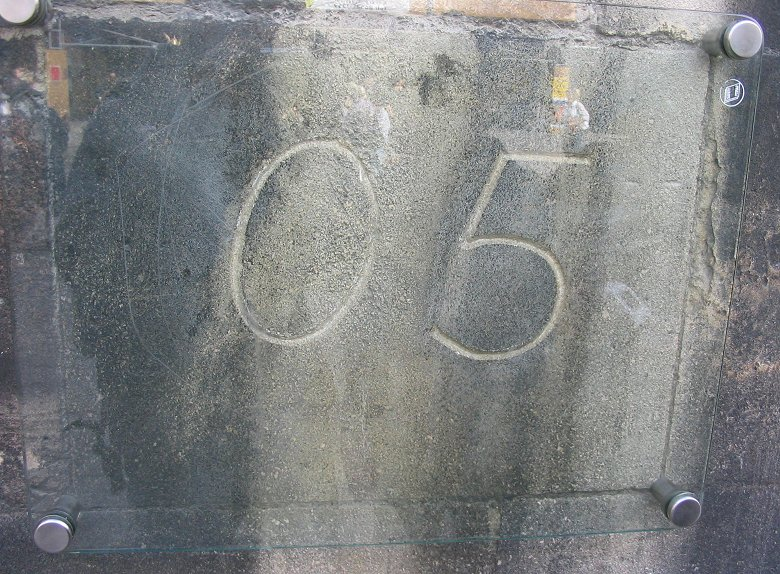
Signe de O5 dans la Cathédrale Saint-Étienne de Vienne

O5 est le nom d'un groupe de résistants autrichiens pendant la Seconde Guerre mondiale.

## Nom du groupe
Leur nom se compose de la lettre O et du chiffre 5, qui symbolise la cinquième lettre de l'alphabet, le E. Par conséquent, le O et le E forment le OE, une substitution appropriée en allemand pour le Umlaut Ö, la première lettre de Österreich (Autriche en allemand). Donc O5 était un symbole secret pour les patriotes autrichiens : après l'Anschluss de l'Autriche en 1938, l'appellation Österreich était interdite et toute l'Autriche était absorbée par le Troisième Reich.
Parmi les membres les plus célèbres, on peut citer Fritz Molden (de), Adolf Schärf.

## Histoire
L'initiateur du groupe est Hans Sidonius Becker (de). Immédiatement après l'Anschluss, il est emprisonné au camp de Dachau. Après sa libération en décembre 1940, il établit des contacts avec divers opposants au régime nazi en Autriche et dans les pays voisins. Au début, les factions conservatrices sont prédominantes dans le réseau, composé en grande partie de fils de familles de la classe moyenne et de membres de l'ancienne noblesse, comme Alfons Stillfried, Wilhelm Thurn and Taxis ou Nikolaus Maasburg. À partir de 1944, des contacts ont lieu avec les sociaux-démocrates et les communistes. Le mouvement a alors deux lignes directrices : premièrement, lutter contre le régime nazi ; deuxièmement, garder le contact et se coordonner avec les autres partis politiques afin de pouvoir prendre la relève après la chute du régime.
O5 se situe sur une ligne très pro-autrichienne et se différencie d'autres opposants au régime nazi qui veulent maintenir le lien de l'Autriche avec l'Allemagne même après la chutes des nazis (Adolf Schärf rapporte que des sociaux-démocrates allemands venus à Vienne en 1943 sont surpris de l'entendre dire que « L'Anschluss est mort »).
O5 acquiert un rôle particulièrement important en établissant un contact permanent avec les Alliés par l'intermédiaire de Fritz Molden (de). Le jeune soldat de la Wehrmacht Molden a déserté à l'été 1944 pour rejoindre les partisans italiens puis a rejoint la Suisse où il a gagné la confiance d'Allen Dulles, chef de l'OSS à Berne. Muni de faux papiers, Molden fait la navette entre Vienne, Innsbruck et la Suisse à la recherche d'informations et de messages à transmettre, contribuant ainsi à l'activation de cellules de résistance.
Dans ses comptes-rendus aux services alliés, O5 exagère à dessein les effectifs de la résistance autrichienne. Ainsi, dans un exposé de mars 1945, une force de 70 000 hommes est évoquée. De même, face aux organisations communistes en exil, O5 affirme que les communistes sont « de loin la faction la plus importante de la résistance », mais affirme aux services secrets américains que la proportion de communistes est très réduite, de l'ordre de 10 %.
O5 coopère avec d'autres cellules de la résistance autrichienne, en particulier avec un groupe formé par le major Carl Szokoll dans le Wehrkreis XVII et au Tirol. Dans les faits, O5 désigne un réseau plutôt hétéroclite sous un nom unique. En novembre 1944, Becker et d'autres créent un comité de direction de sept membres qui comprend, outre Becker, Raoul Bumballa-Burenau, Viktor Müllner, l'écrivain Georg Fraser, le social-démocrate Eduard Seitz, le libéral Emil Oswald et la communiste Klotilda Hrdlicka. Après l'arrestation de Becker le 28 février 1945, Bumballa-Burenau prend la tête du comité avec Franz Sobek pour adjoint.
En décembre 1944, des membres du réseau O5 forment le Comité national provisoire autrichien (POEN), noyau de ce que doit devenir le futur gouvernement provisoire. Il dispose de correspondants à l'étranger qui prennent contact avec les Alliés et des organisations en exil à Londres et à Paris en mars 1945. Cependant, nombre de ses membres sont arrêtés dans les premiers mois de 1945, ce qui l'empêche de jouer un rôle politique après la guerre.
Fin 1944, la princesse Agathe Croÿ met le palais Auersperg à disposition du réseau pour ses réunions : lors de l'offensive Vienne lancée par le troisième front ukrainien, O5 tente de mettre en place des structures administratives pour l'après-guerre, mais la perspective des élections législatives autrichiennes de 1945 accentue les divergences entre les divers partis politiques qui sont en train de se reconstituer. Adolf Schärf du Parti social-démocrate d'Autriche voit dans O5 la mainmise des communistes, Lois Weinberger du Parti populaire autrichien voit dans les réunions au Palais des « éléments disparates » et des « figures douteuses », et l'écrivain Ernst Fischer du Parti communiste d'Autriche y voit « une bande de truands, d'escrocs et de naïfs ». Chaque parti estime ainsi que la mise en place d'une nouvelle administration est de son ressort. De plus, le lieutenant-général soviétique Alexej Blagodatow, commandant de Vienne, ordonne le 1er avril 1945 l'enregistrement de toutes les organisations publiques ou politiques, ce qui signifie de facto la dissolution du réseau O5.